# Annemarie Schwarzenbach
Pour les articles homonymes, voir Schwarzenbach.
Annemarie Schwarzenbach (23 mai 1908 à Zurich - 15 novembre 1942 à Sils, Engadine) est une écrivaine, photographe, journaliste et aventurière suisse.

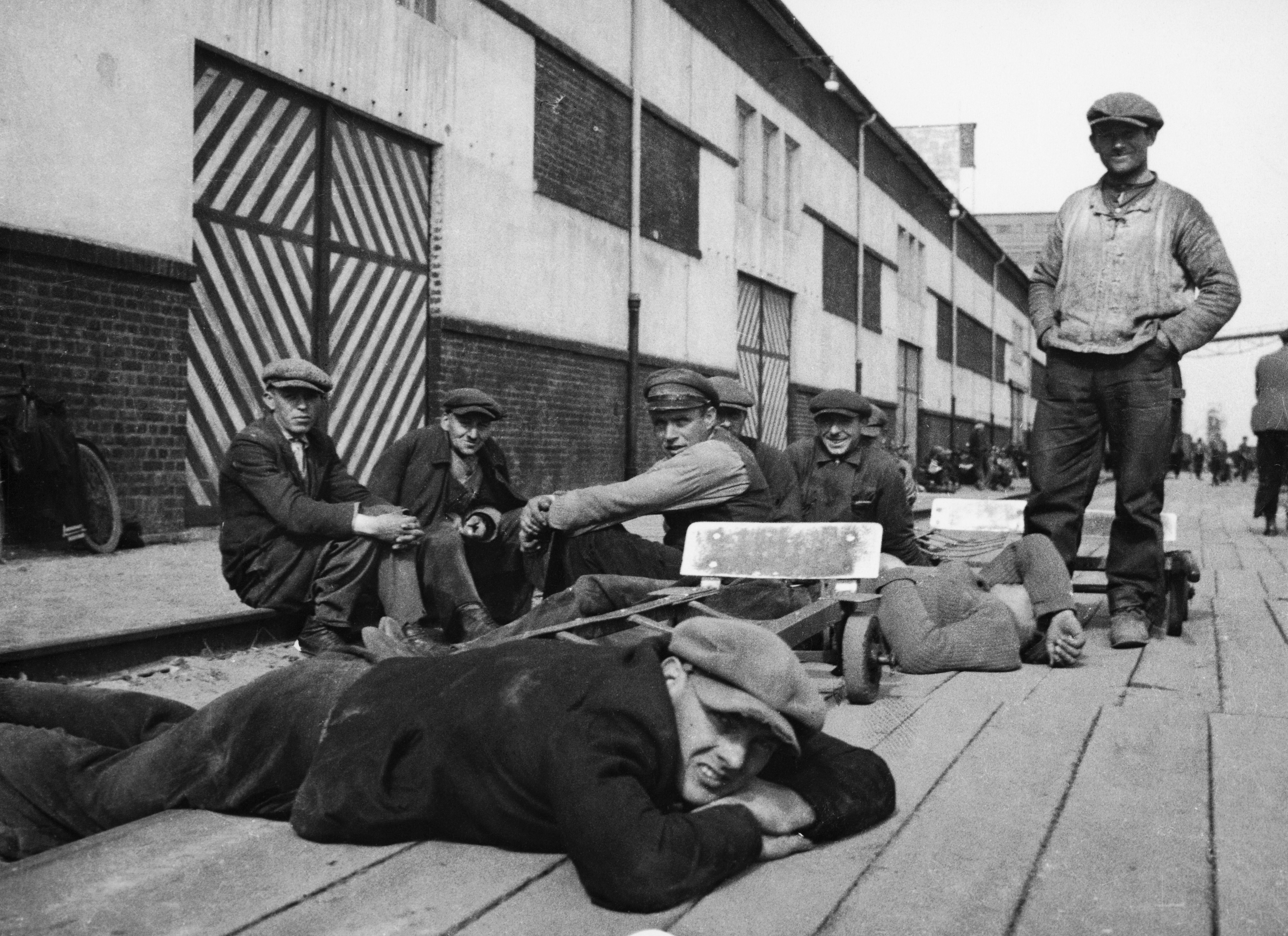
Photo d'Annemarie Schwartzenbach, 1937 : Port de Gdynia (Pologne).

## Biographie
Annemarie Schwarzenbach naît à Zurich en 1908 dans une famille d’industriels suisses issue de la haute bourgeoisie et proche de l’extrême droite. Elle est la petite-fille du général Ulrich Wille, et la fille d'Alfred Schwarzenbach, un magnat de la soie, proche de l'extrême droite. Ouvertement lesbienne, elle vit difficilement avec sa famille et ne songe qu'à partir.
À partir de 1927, elle étudie l'histoire et la littérature à Zurich et à Paris et commence à écrire des articles pour la presse suisse.
En 1930, elle se lie d'amitié avec Klaus Mann et Erika Mann, enfants de Thomas Mann, et entretient une longue liaison avec la seconde,. Elle leur apporte son soutien dans leur lutte contre le nazisme. Klaus Mann et Annemarie Schwarzenbach intègrent notamment la revue littéraire et antifasciste Die Sammlung.
En 1931, elle obtient un doctorat. Elle a 23 ans et publie son premier roman, Les Amis de Bernhard. Elle s'est liée d'amitié avec Claude Bourdet, fils de Catherine Pozzi et futur résistant, avec lequel elle échange ensuite une longue correspondance.
En 1933, Annemarie Schwarzenbach fait un premier voyage en tant que journaliste qui la mène en Espagne avec la photographe Marianne Breslauer. 
La même année, elle se rend en Perse où, bien que lesbienne, elle épouse à Téhéran en 1935 le secrétaire de la légation de France, Achille Clarac, ouvertement homosexuel, afin de ne plus être dépendante de ses parents. Son mariage lui permet d'obtenir un passeport diplomatique, qui facilitera ses voyages.
Par la suite, elle retourne en Suisse, puis part pour l'Union soviétique et les États-Unis. En 1938, elle effectue plusieurs cures de désintoxication pour son addiction à la morphine, l'une à la clinique du réputé Dr Ludwig Binswanger, puis une autre à la clinique Bellevue d'Yverdon. Elle y est soignée par une Dre Favez dont A. M. Schwarzenbach tombera amoureuse. Pendant ces séjours en clinique, elle écrit La Vallée heureuse (Das glückliche Tal).

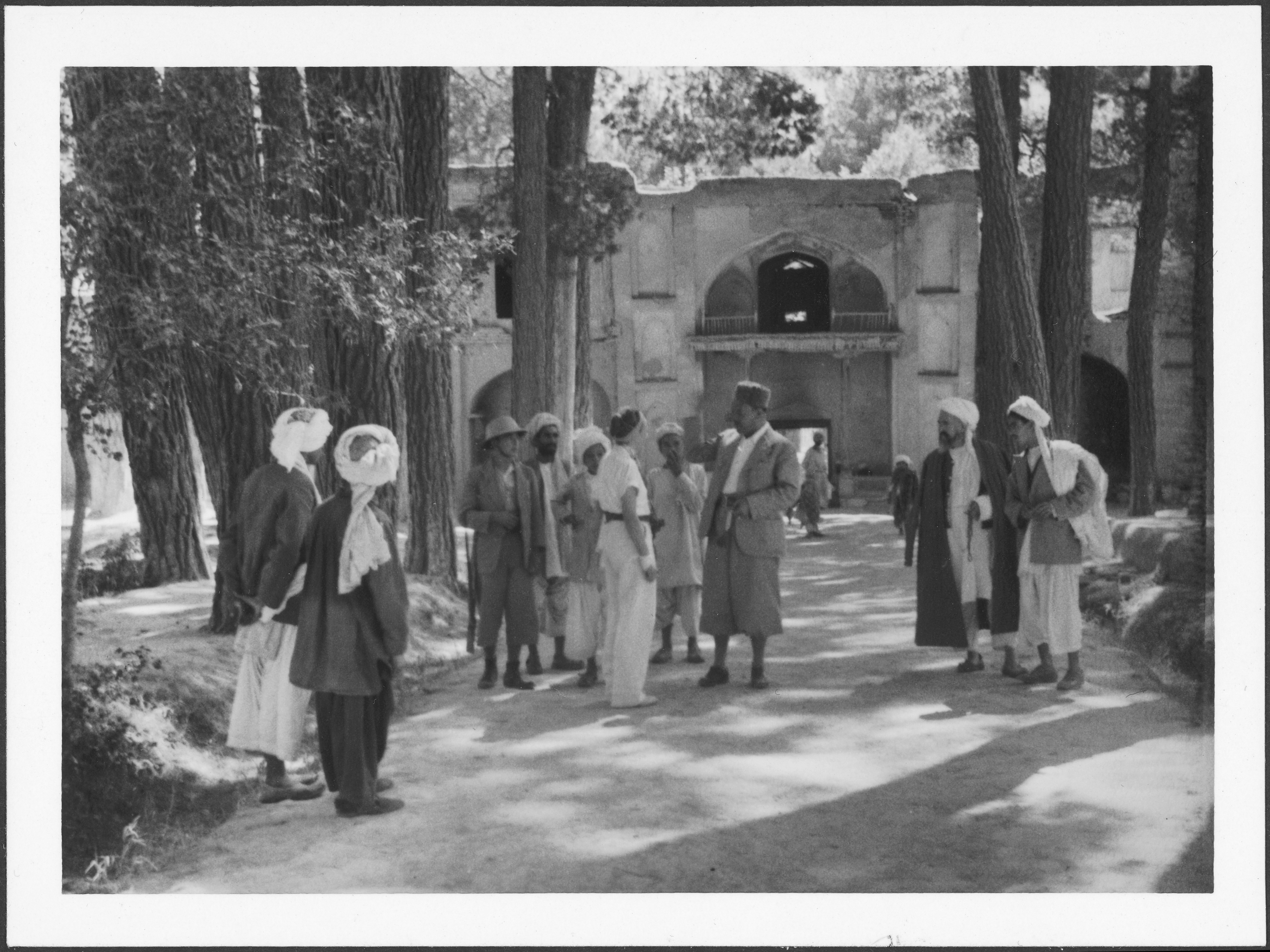
Ella Maillart visitant le sanctuaire de Karukh (Afghanistan), photographie d'Annemarie Schwarzenbach, 1939-1940.

En 1939-1940, alors que l'Europe s'enfonce de nouveau dans la guerre, elle voyage en Ford de Genève à Kaboul, en passant par l'Iran, avec la voyageuse, écrivaine et photographe suisse Ella Maillart,, voyage marqué par ses problèmes de dépendance. L'épopée des deux femmes est relatée par Ella Maillart dans son livre La Voie cruelle. C'est au cours de ce périple que Annemarie Schwarzenbach rédige l'ouvrage Un hiver au Proche-Orient. Elle réalise également différents reportages pour des journaux suisses.
Rentrée de périple, elle repart de nouveau aux États-Unis où sa dépendance à la morphine, ses tendances dépressives et ses tentatives de suicide l'obligent à suivre plusieurs traitements psychiatriques. Elle s'intéresse alors aux mouvements syndicaux. À New York, elle se lie d'amitié avec Carson McCullers, qui tombe follement amoureuse d'elle et lui dédicace Reflets dans un œil d'or,.
Lors d'un séjour au Congo belge, Annemarie Schwarzenbach rejoint à Brazzaville les forces françaises libres ; elle est prise pour une espionne nazie. Troublée par cette comparaison, elle se lance dans l'écriture d'une série de poèmes dont Les Rives du Congo-Tétouan. En 1942, la sérénité retrouvée, elle décide de rentrer en Suisse.
Le 7 septembre 1942, une chute de bicyclette en Engadine la blesse grièvement à la tête. Elle est traitée par Oscar Forel dans un hôpital psychiatrique à Prangins, avec des électrochocs,. Puis, sa mère la fait ramener en Engadine, où elle meurt le 15 novembre, à l'âge de 34 ans,.
Après sa mort, sa mère choisit de détruire une importante partie de sa correspondance. Cependant, le fonds Annemarie Schwarzenbach est conservé aux Archives littéraires suisses à Berne et est déposé en libre accès sur Wikimedia Commons en 2017. Elle est surnommée « ange inconsolable » par l'écrivain français Roger Martin du Gard.

### Photographies

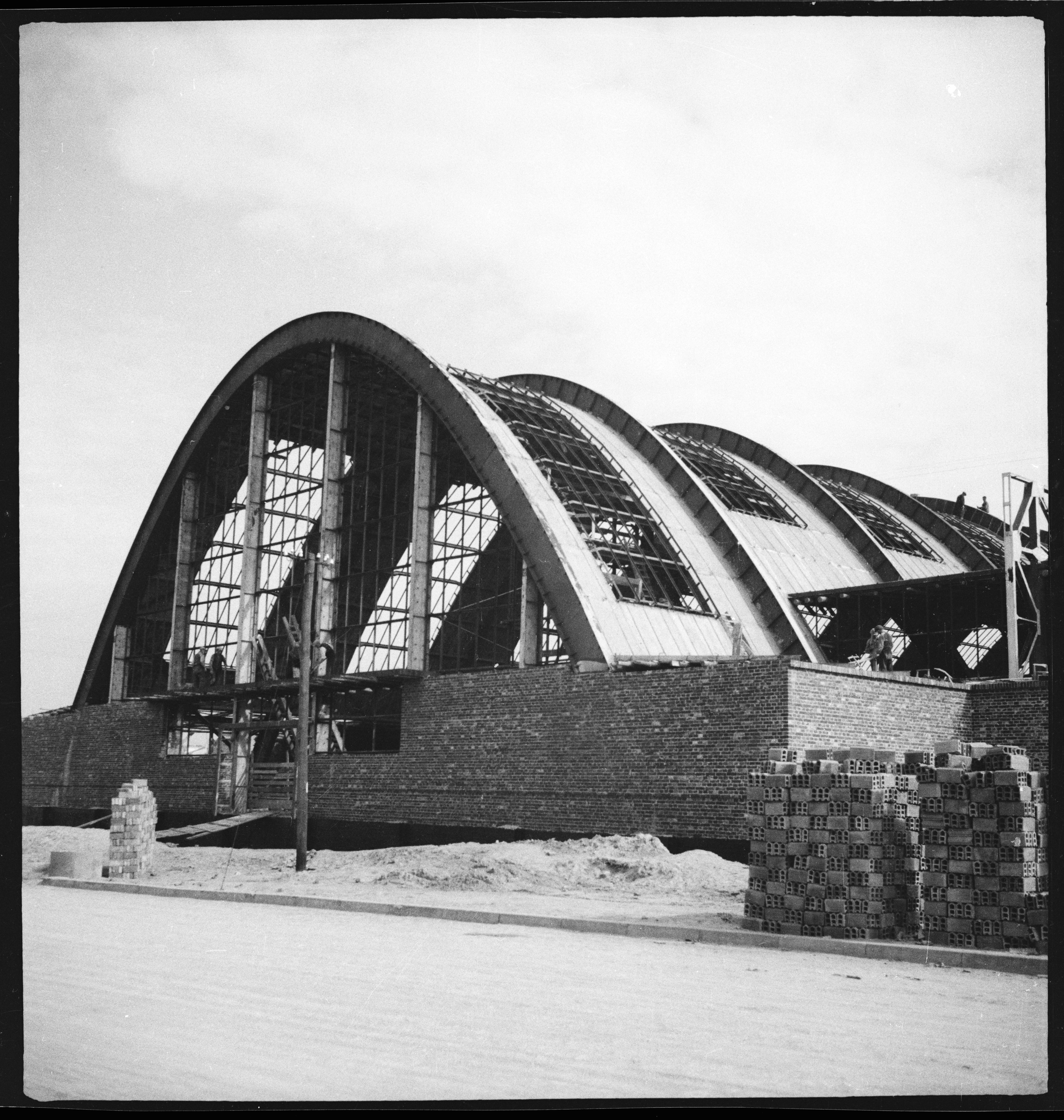
Gdynia, 1937.

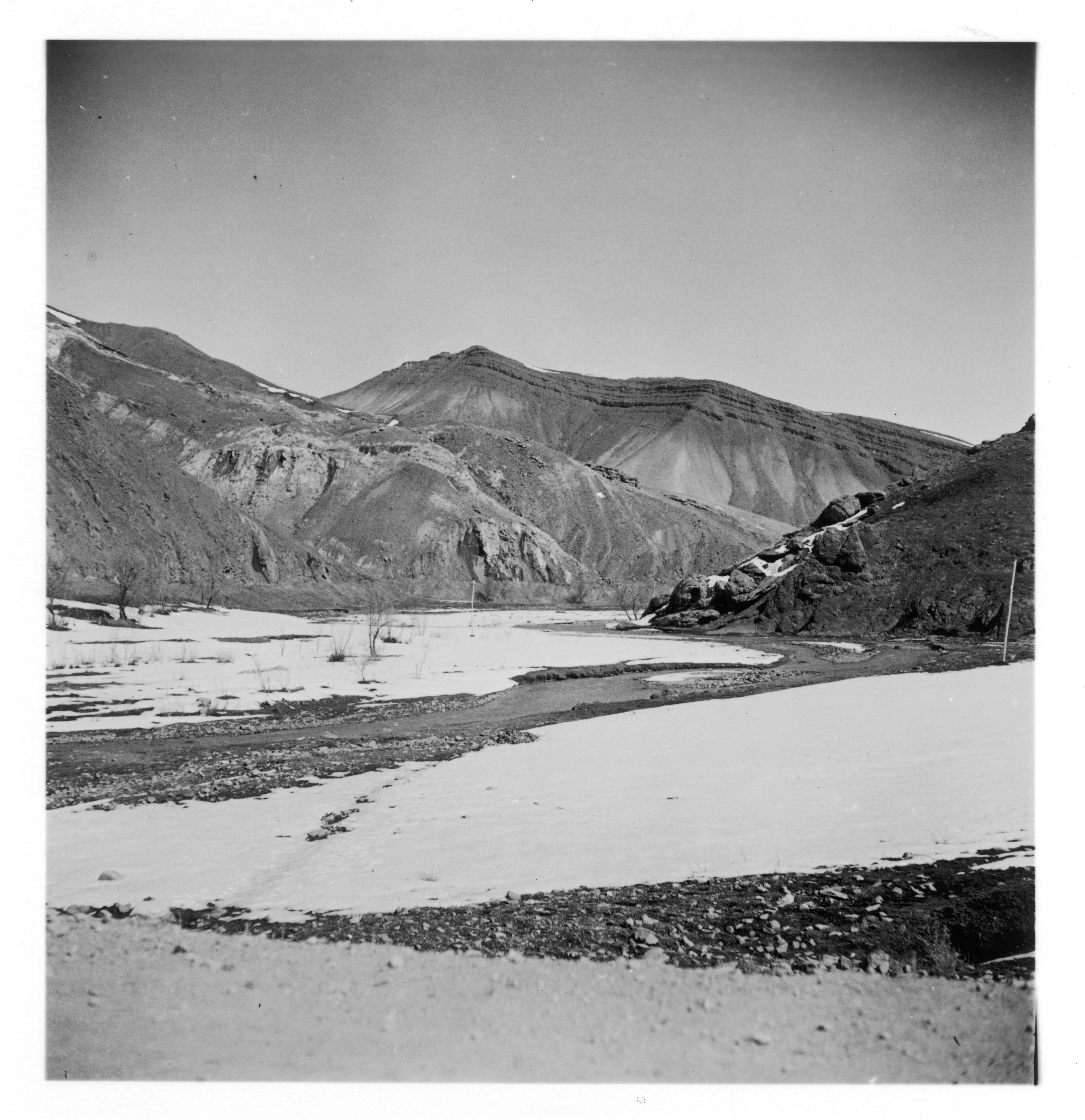
Perse, 1935.

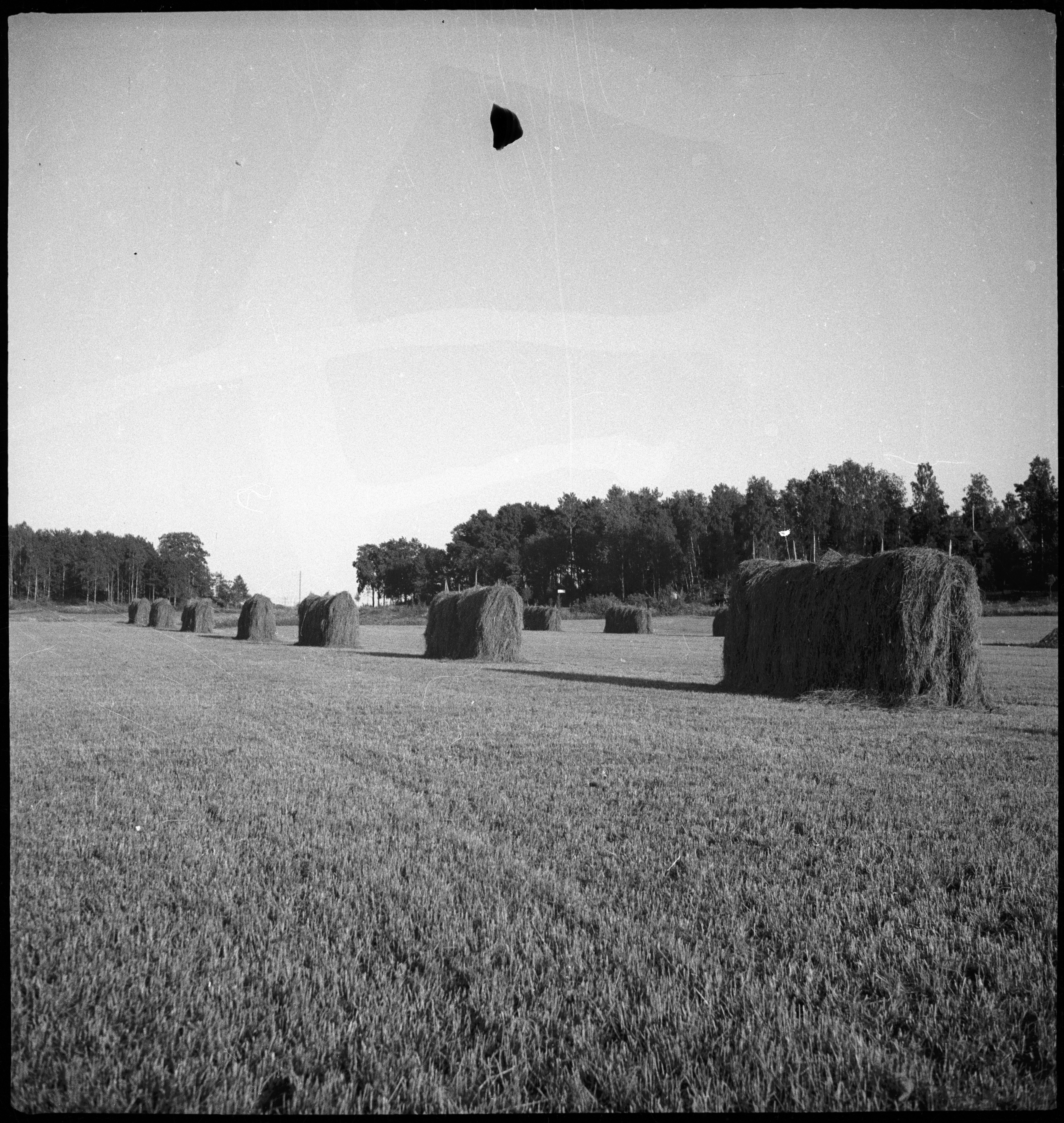
Schweden, 1937.

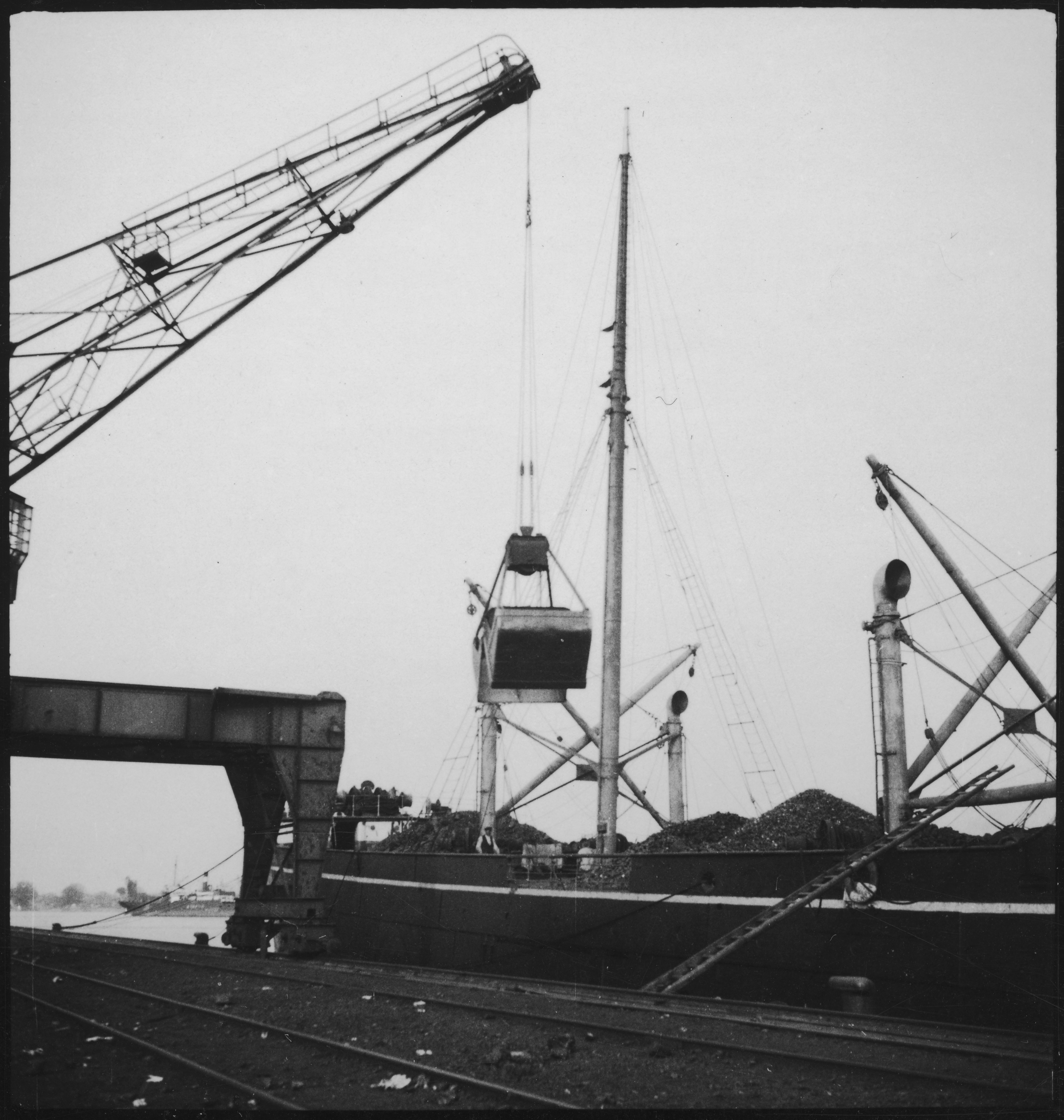
Port (Schweden), 1937.

## Œuvres

## Expositions
- Si d'aventures… à la Maison de la photographie[20] à Grenoble
- Annemarie Schwarzenbach - Eine Frau zu sehen, Museum Strauhof à Zurich, 2008[21]
- Annemarie Schwarzenbach Self portraits of the world[22], Museu Collecao Berardo, Lisbonne, 2010
- Départ sans destination. Annemarie Schwarzenbach, photographe, Centre Paul-Klee, Berne, 2020[23]

## Sur Annemarie Schwarzenbach

### Cinéma
- 2000 : Une Suisse rebelle, Annemarie Schwarzenbach documentaire de Carole Bonstein, basé sur des archives inédites
- 2001 : Le Voyage au Kafiristan de Donatello Dubini Retrace le voyage d'Annemarie Schwarzenbach et d'Ella Maillart en 1939[24]
- 2014 : Je suis Annemarie Schwarzenbach de Véronique Aubouy

### Théâtre
- 1997 : Annemarie Schwarzenbach ou le mal du pays, texte d'Hélène Bezençon, mise en scène d'Anne Bisang au Théâtre Saint-Gervais à Genève[25]
- 2015 : Sils-Kaboul, projet théâtral mis en scène par Anne Bisang, créé au Théâtre populaire romand à La Chaux-de-Fonds La pièce repose sur le voyage effectué en 1939 par Schwarzenbach et Ella Maillart, à travers leurs écrits[26].

### Musique
- En 2010, le groupe lausannois Tamatakia consacre une piste à Annemarie Schwarzenbach sur son album-concept L'Appel du large, dédié aux voyageuses : Suite italienne dédiée à Anne-Marie Schwarzenbach, comprenant une passera et une tarentelle[27].
- Sur l'album Lover, Beloved, Song from an Evening with Carson McCullers de Suzanne Vega figure un titre hommage à Annemarie Schwarzenbach : Annemarie.

#### Bande dessinée
- 2018 : Prendre refuge, Zeina Abirached et Mathias Énard, Casterman

#### Émission radio
- "Sur les routes du monde, les reportages d'Annemarie Schwarzenbach", 2025, France culture